# 久田哲也
久田 哲也（ひさだ てつや、1984年10月30日 - ）は、日本の元プロボクサー。大阪府堺市出身。第40代日本ライトフライ級王者。ハラダボクシングジム所属。

## 来歴
高校1年でハラダボクシングジムに入門し2003年11月19日、プロデビュー。1RKO勝利で初戦を飾る。
2004年全日本新人王決定戦西日本フライ級予選に出場するも1回戦で敗退。翌2005年、2度目の新人王挑戦では西日本フライ級予選準決勝で当時5勝(5KO)無敗だった奈須勇樹を相手に激しい打撃戦の末、判定負け。後に奈須はこの年の全日本フライ級新人王を獲得している。
2008年12月28日、当時日本ライトフライ級9位でWBC世界ミニマム級26位だった戎岡淳一に8R判定勝利し2009年1月に初のランキング入りを果たした。この試合終了直後、前年12月24日の岡田正継戦での10RTKO勝利以来の劇的勝利に観衆からは「年末男」との声が上がった。
2011年7月5日、最強後楽園準決勝で日本ライトフライ級2位の田口良一と対戦し、6回0-3（56-68×2、56-59）の判定負けを喫し日本ライトフライ級3位だった久田は最強後楽園の準決勝で敗退した。
2013年7月1日、最強後楽園準決勝で日本ライトフライ級8位の堀川謙一と対戦し、6回0-3（55-59×2、43-60）の判定負けを喫し日本ライトフライ級4位だった久田は最強後楽園の準決勝で敗退した。
2013年7月5日、OPBFは久田をOPBF東洋太平洋ライトフライ級ランキングから圏外とした。
2013年11月15日、大阪府立体育会館で長田瞬志とフライ級8回戦を行い、3回1分49秒TKO勝ちを収め再起した。
2015年3月4日、神戸市立中央体育館で行われた「REAL SPRITS42」で杦本健太とフライ級8回戦を行い、1-2（77-76、75-79、76-77）の判定負けを喫した。
2015年5月9日、神戸市立中央体育館で小坂駿とフライ級8回戦を行い、8回1分54秒TKO勝ちを収め再起を果たした。
2015年7月18日、大阪府立体育会館第2競技場で日本ライトフライ級11位の油田京士とライトフライ級8回戦を行い、2回2分24秒TKO勝ちを収めた。
2015年11月13日、大阪府立体育会館で行われた「ファイティングビートボクシング」で諸一宇と50kg契約8回戦を行い、6回2分12秒TKO勝ちを収めた。
2016年4月22日、大阪府立体育会館第2競技場で行われた「ファイティングビートボクシング」でインドネシアライトフライ級6位のアルディ・テファとライトフライ級10回戦を行い、5回1分31秒KO勝ちを収めた。
2016年7月22日、大阪府立体育会館第2競技場で行われた「ファイティングビートボクシング」で松井謙太とライトフライ級8回戦を行い、8回2分58秒TKO勝ちを収めた。
2016年10月22日、最強後楽園ミリオンマッチで日本ライトフライ級2位の山口隼人と対戦し、7回に山口陣営からタオルが投入されたため、7回2分30秒TKO勝ちを収め日本ライトフライ級王者拳四朗への挑戦権獲得に成功、最強後楽園の敢闘賞に選出された。11月10日、WBO世界ライトフライ級13位にランクインした。
日本ライトフライ級王者の拳四朗との対戦が2017年4月2日に決定したが、拳四朗が3月21日付けで王座を返上したため、予定されていた試合は中止となった。
2017年4月21日、大阪府立体育会館第2競技場で行われた「ファイティングビートボクシング」で拳四朗の王座返上に伴い日本ライトフライ級2位の堀川謙一と日本ライトフライ級王座決定戦を行い、10回3-0（95-92、96-91、97-91）の判定勝ちを収め王座獲得に成功した。5月8日の第38回チャンピオンカーニバルの表彰選考会では敢闘賞の候補に選ばれるが決選投票の末に受賞を逃した。
2017年7月28日、大阪府立体育会館第2競技場で日本ライトフライ級1位の角谷淳志と対戦し、8回2分54秒TKO勝ちを収め日本王座の初防衛に成功した。
2017年8月1日、IBFは久田をIBF世界ライトフライ級7位にランクインした。
2017年11月17日、大阪府立体育会館第2競技場で日本ライトフライ級5位の上久保タケルと対戦し、4回2分58秒KO勝ちを収め日本王座の2度目の防衛に成功した。
2018年4月15日、大阪府立体育会館第2競技場で板垣幸司と対戦し、10回2-1（96-95、97-94、94-96）判定勝ちを収め日本王座の3度目の防衛に成功した。
2018年7月16日、大阪府立体育会館第2競技場で小野晃輝と対戦し、10回3-0（96-93×2、96-94）判定勝ちを収め日本王座の4度目の防衛に成功した。
2018年11月16日、大阪府立体育館第二競技場で日本ライトフライ級9位の戸谷彰宏と対戦し、10回3-0（97-92×2、98-92）判定勝ちを収め、5度目の防衛に成功した。
2018年12月5日付けで日本ライトフライ級王座を返上した。
2019年4月20日、大阪府立体育会館第二競技場でインドネシアフライ級王者のスティヴァヌス・ナナ・ブーと対戦し、5回3分1秒KO勝ちを収めた。
2019年10月1日、WBA世界ライトフライ級1位の挑戦者として、大阪府立体育会館で同級スーパー王者の京口紘人と対戦。平成以降で最も遅い世界挑戦となった久田は、2回に右ストレートをカウンターで決め京口の膝を折らせるも、9回に京口の右アッパーと続けて打ち下ろした右フックでダウンを喫するなどして、12回0-3（112-115、111-116、110-117）で判定負けを喫し、王座獲得に失敗した。
2021年4月24日、大阪府立体育会館でWBC世界ライトフライ級王者となった寺地拳四朗に挑戦するも、2回にワンツーでダウンを奪われるなどして、12回0-3（108-119、109-118×2）で判定負けを喫し、王座獲得に失敗した。そして、この試合を最後に現役引退を表明した。
2021年6月24日、自身のブログ・Twitterにて、正式に引退を表明した。

## 獲得タイトル
- 第40代日本ライトフライ級王座（防衛5=返上）

## 戦績
- プロボクシング:47戦 34勝（20KO）11敗 2引分

| 戦           | 日付           | 勝敗 | 時間     | 内容     | 対戦相手               | 国籍                     | 備考                                            |
| ------------ | -------------- | ---- | -------- | -------- | ---------------------- | ------------------------ | ----------------------------------------------- |
| 1            | 2003年11月19日 | 勝利 | 1R 2:46  | KO       | 小畑彰吾               | 日本(SFマキ)             | プロデビュー戦                                  |
| 2            | 2004年4月9日   | 敗北 | 4R       | 判定 1-2 | 本田猛                 | 日本(尼崎)               | 2004年西日本フライ級新人王トーナメント予選      |
| 3            | 2004年7月4日   | 勝利 | 4R       | 判定 3-0 | 近藤雄資               | 日本(鍵本エディ)         |                                                 |
| 4            | 2005年6月5日   | 勝利 | 2R 0:45  | KO       | 松下泰士               | 日本(ヨシヤマ)           | 2005年西日本フライ級新人王トーナメント予選      |
| 5            | 2005年7月31日  | 敗北 | 4R       | 判定 0-3 | 奈須勇樹               | 日本(グリーンツダ)       | 〃                                              |
| 6            | 2005年12月9日  | 勝利 | 4R       | 判定 2-0 | 森島隆司               | 日本(SFマキ)             |                                                 |
| 7            | 2006年4月21日  | 勝利 | 4R 2:08  | TKO      | 早野吉男               | 日本(尼崎亀谷)           |                                                 |
| 8            | 2006年7月28日  | 敗北 | 6R       | 判定 1-2 | 山田卓哉               | 日本(エディタウンゼント) |                                                 |
| 9            | 2006年10月9日  | 勝利 | 6R       | 判定 2-0 | 堀江純平               | 日本(大阪帝拳)           |                                                 |
| 10           | 2006年11月17日 | 勝利 | 6R       | 判定 3-0 | 堀江純平               | 日本(大阪帝拳)           |                                                 |
| 11           | 2007年5月12日  | 勝利 | 8R       | 判定 3-0 | 竹本裕規               | 日本(風間)               |                                                 |
| 12           | 2007年8月19日  | 敗北 | 8R       | 判定 1-2 | 難波拓人               | 日本(明石)               |                                                 |
| 13           | 2007年12月24日 | 勝利 | 10R 0:56 | TKO      | 岡田正継               | 日本(グリーンツダ)       |                                                 |
| 14           | 2008年8月3日   | 勝利 | 10R      | 判定 2-1 | 吉田ファンキー         | 日本(奈良)               |                                                 |
| 15           | 2008年12月28日 | 勝利 | 8R       | 判定 2-1 | 戎岡淳一               | 日本(明石)               |                                                 |
| 16           | 2009年4月10日  | 勝利 | 8R       | 判定 3-0 | 浦西勝史               | 日本(神拳阪神)           |                                                 |
| 17           | 2009年7月23日  | 勝利 | 4R 2:16  | TKO      | 松下泰士               | 日本(ヨシヤマ)           |                                                 |
| 18           | 2009年11月13日 | 勝利 | 4R 2:27  | TKO      | 新垣勝彦               | 日本(アポロ)             |                                                 |
| 19           | 2010年4月23日  | 勝利 | 5R 1:28  | TKO      | 鈴木優作               | 日本(アポロ)             |                                                 |
| 20           | 2010年7月9日   | 勝利 | 7R 0:15  | TKO      | 町田昌丈               | 日本(グリーンツダ)       |                                                 |
| 21           | 2010年11月12日 | 勝利 | 7R 1:16  | TKO      | 鈴木遼                 | 日本(真正)               |                                                 |
| 22           | 2011年4月15日  | 勝利 | 10R      | 判定 3-0 | 鈴木優作               | 日本(アポロ)             |                                                 |
| 23           | 2011年7月5日   | 敗北 | 6R       | 判定 3-0 | 田口良一               | 日本(ワタナベ)           | 2011年日本タイトル挑戦権獲得トーナメント 準決勝 |
| 24           | 2011年11月11日 | 敗北 | 8R       | 判定 3-0 | 堀川謙一               | 日本(SFマキ)             |                                                 |
| 25           | 2012年5月5日   | 勝利 | 8R       | 判定 3-0 | 鈴木優作               | 日本(アポロ)             |                                                 |
| 26           | 2012年7月21日  | 敗北 | 4R       | TKO      | 久高寛之               | 日本(仲里ATSUMI)         |                                                 |
| 27           | 2012年11月16日 | 勝利 | 3R 0:52  | TKO      | 長田瞬志               | 日本(堺東ミツキ)         |                                                 |
| 28           | 2013年7月1日   | 敗北 | 6R       | 判定 3-0 | 堀川謙一               | 日本(SFマキ)             | 2013年日本タイトル挑戦権獲得トーナメント 準決勝 |
| 29           | 2013年11月15日 | 勝利 | 3R 1:49  | TKO      | 長田瞬志               | 日本(堺東ミツキ)         |                                                 |
| 30           | 2014年4月18日  | 引分 | 8R       | 判定 1-0 | 戎岡淳一               | 日本(明石)               |                                                 |
| 31           | 2014年7月18日  | 引分 | 8R       | 判定 1-1 | 村井貴裕               | 日本(守口東郷)           |                                                 |
| 32           | 2015年3月4日   | 敗北 | 8R       | 判定 2-1 | 杦本健太               | 日本(明石)               |                                                 |
| 33           | 2015年5月9日   | 勝利 | 8R 1:54  | TKO      | 小坂駿                 | 日本(真正)               |                                                 |
| 34           | 2015年7月17日  | 勝利 | 2R 2:24  | TKO      | 油田京士               | 日本(エディタウンゼント) |                                                 |
| 35           | 2015年11月13日 | 勝利 | 6R 2:12  | TKO      | 諸一宇                 | 日本(尼崎)               |                                                 |
| 36           | 2016年4月22日  | 勝利 | 5R 1:31  | KO       | アルディ・テファ       | インドネシア             |                                                 |
| 37           | 2016年7月22日  | 勝利 | 8R 2:58  | TKO      | 松井謙太               | 日本(三河)               |                                                 |
| 38           | 2016年10月22日 | 勝利 | 7R 2:30  | TKO      | 山口隼人               | 日本(TEAM10COUNT)        | 2016年日本タイトル挑戦権獲得トーナメント 決勝   |
| 39           | 2017年4月21日  | 勝利 | 10R      | 判定 3-0 | 堀川謙一               | 日本(三迫)               | 日本ライトフライ級王座決定戦                    |
| 40           | 2017年7月28日  | 勝利 | 8R 2:54  | TKO      | 角谷淳志               | 日本(金沢)               | 日本王座防衛1                                   |
| 41           | 2017年11月17日 | 勝利 | 4R 2:58  | KO       | 上久保タケル           | 日本(井岡弘樹)           | 日本王座防衛2                                   |
| 42           | 2018年4月14日  | 勝利 | 10R      | 判定 2-1 | 板垣幸司               | 日本(広島三栄)           | 日本王座防衛3                                   |
| 43           | 2018年7月16日  | 勝利 | 10R      | 判定 3-0 | 小野晃輝               | 日本(筑豊)               | 日本王座防衛4                                   |
| 44           | 2018年11月16日 | 勝利 | 10R      | 判定 3-0 | 戸谷彰宏               | 日本(蟹江)               | 日本王座防衛5                                   |
| 45           | 2019年4月20日  | 勝利 | 5R 3:01  | KO       | ステバヌス・ナナ・バウ | インドネシア             |                                                 |
| 46           | 2019年10月1日  | 敗北 | 12R      | 判定0-3  | 京口紘人               | 日本(ワタナベ)           | WBAスーパー世界ライトフライ級タイトルマッチ     |
| 47           | 2021年4月24日  | 敗北 | 12R      | 判定0-3  | 寺地拳四朗             | 日本(B.M.B)              | WBC世界ライトフライ級タイトルマッチ             |
| テンプレート |                |      |          |          |                        |                          |                                                 |